# Теория БКШ
Теория Бардина — Купера — Шриффера (теория БКШ) — микроскопическая теория сверхпроводников, являющаяся на сегодняшний день доминирующей. В её основе лежит концепция куперовской пары: коррелированного состояния электронов с противоположными спинами и импульсами. В 1972 году создатели теории были удостоены Нобелевской премии по физике. Одновременно микроскопическая теория сверхпроводимости была построена с использованием так называемых преобразований Боголюбова Н. Н. Боголюбовым, показавшим, что сверхпроводимость можно рассматривать как сверхтекучесть электронного газа.
Электроны вблизи поверхности Ферми могут испытывать эффективное притяжение, взаимодействуя друг с другом посредством фононов. Надо ввести уточнение, притягиваются только те электроны, энергия которых отличается от энергии электронов на поверхности Ферми не более чем на величину {\displaystyle h\nu _{D}}, где {\displaystyle \nu _{D}} — дебаевская частота, остальные электроны не взаимодействуют. Эти электроны объединяются в пары, называемые часто куперовскими. Куперовские пары, в отличие от отдельных электронов, обладают рядом свойств, характерных для бозонов, которые при охлаждении могут переходить в одно квантовое состояние. Можно сказать, что эта особенность позволяет парам двигаться без столкновения с решёткой и оставшимися электронами, то есть без потерь энергии.

## Куперовские пары
Леон Купер рассмотрел образование связного состояния двух электронов имеющих противоположные спины и скорости и предположил, что эти пары могут быть ответственны за сверхпроводящее состояние. Он указал на возможность образования связного состояния двух электронов на уровне Ферми при обмене фононами, которое качественно можно рассмотреть в виде динамического взаимодействия электронов проводимости с колебаниями ионной кристаллической решёткой. Когда электрон пролетает рядом с ионами, он притягивает ионы и создаёт за собой положительную плотность заряда, которая притягивает другой электрон противоположный по спину и скорости (в этом случае взаимодействие максимально).
Купер рассмотрел двухчастичную задачу в системе центра масс сводя её к одночастичной задаче в периодическом поле кристалла с уравнением и переходя от переменных для координат электронов {\displaystyle \mathbf {r} _{1}} и {\displaystyle \mathbf {r} _{2}} к координатам для центра масс и расстояния между частицами {\displaystyle \mathbf {R} =(\mathbf {r} _{1}+\mathbf {r} _{2})/2} и {\displaystyle \mathbf {r} =\mathbf {r} _{2}-\mathbf {r} _{1}} (для волновых векторов от {\displaystyle \mathbf {k} _{1}} и {\displaystyle \mathbf {k} _{2}} к {\displaystyle \mathbf {K} =\mathbf {k} _{1}+\mathbf {k} _{2}} и {\displaystyle \mathbf {k} =(\mathbf {k} _{2}-\mathbf {k} _{1})/2}), а также энергии {\displaystyle {\mathcal {E}}_{K}+\varepsilon _{k}=(\hbar ^{2}/m^{2})(K^{2}+k^{2})}
{\displaystyle ({\mathcal {E}}_{K}+\varepsilon _{k}-E)a_{k}+\sum _{k'}{a_{k'}\langle k|H_{1}|k'\rangle \delta (K-K')/\delta (0)}=0}
для волновой функции
{\displaystyle \Psi (\mathbf {R} ,\mathbf {r} )={\frac {1}{\sqrt {V}}}e^{i\mathbf {K} \cdot \mathbf {R} }\chi (\mathbf {r} ,\mathbf {K} )={\frac {1}{\sqrt {V}}}e^{i\mathbf {K} \cdot \mathbf {R} }\sum _{\mathbf {k} }{\frac {a_{\mathbf {k} }}{\sqrt {V}}}e^{i\mathbf {k} \cdot \mathbf {r} }.}
Предполагая матричные элементы постоянными для волновых векторов вблизи уровня Ферми и нулевыми в области отличной от уровня Ферми более чем на Дебаевскую энергию можно получить уравнение для собственных значений
{\displaystyle 1=-|F|\int _{\epsilon _{0}}^{\epsilon _{m}}{\frac {N(K,\epsilon )d\epsilon }{E-\epsilon -{\mathcal {E}}_{K}}},}
где {\displaystyle N(K,\epsilon )} — плотность состояний куперовских пар с моментом K, которая предполагается постоянной. Выражение для энергии связи куперовской пары выражается через энергию Дебая
{\displaystyle \Delta =2\hbar \Omega _{D}(e^{1/(N(K,\epsilon _{0})|F|)}-1).}